# گایلرات
گایلرات (به آلمانی: Gieleroth) یک شهر در آلمان است که در راینلاند-فالتس واقع شده‌است.

## خصوصیات
گایلرات ۷۰۶ نفر جمعیت دارد.